# Spiel ohne Grenzen 1969
Bei der 5. Ausgabe von Spiel ohne Grenzen spielten fünf Länder mit. Frankreich setzte die Spielrunde 1969 aus, war aber im darauffolgenden Jahr wieder dabei. Das Finale fand in Blackpool statt.

## 1. RundeBrügge, Belgien
| Platz | Land | Stadt            | Punkte | Bemerkung |
| ----- | ---- | ---------------- | ------ | --- |
| 1     | I    | Adria            | 33     | Die erste Runde wurde am 25. Juni 1969 im belgischen Brügge gespielt. Spielort war der Grote Markt. 5 Minuten vor dem Beginn gab es einen totalen Stromausfall. Durch eine Notversorgung konnte das Spiel durchgeführt werden. So konnten 1/4 der Altstadt wieder beleuchtet werden, der Rest von Brügge blieb dunkel. Lauingen hat sich, in der deutschen Ausscheidung am 3. Mai 1969, daheim gegen Wernau knapp mit 14:10 durchgesetzt. Vor dem letzten Spiel stand es noch 10:10, und beim 2. Spiel hatten die Lauinger ihr Jokerspiel verloren. |
| 2     | D    | Lauingen         | 32     | Die erste Runde wurde am 25. Juni 1969 im belgischen Brügge gespielt. Spielort war der Grote Markt. 5 Minuten vor dem Beginn gab es einen totalen Stromausfall. Durch eine Notversorgung konnte das Spiel durchgeführt werden. So konnten 1/4 der Altstadt wieder beleuchtet werden, der Rest von Brügge blieb dunkel. Lauingen hat sich, in der deutschen Ausscheidung am 3. Mai 1969, daheim gegen Wernau knapp mit 14:10 durchgesetzt. Vor dem letzten Spiel stand es noch 10:10, und beim 2. Spiel hatten die Lauinger ihr Jokerspiel verloren. |
| 3     | CH   | Interlaken       | 29     | Die erste Runde wurde am 25. Juni 1969 im belgischen Brügge gespielt. Spielort war der Grote Markt. 5 Minuten vor dem Beginn gab es einen totalen Stromausfall. Durch eine Notversorgung konnte das Spiel durchgeführt werden. So konnten 1/4 der Altstadt wieder beleuchtet werden, der Rest von Brügge blieb dunkel. Lauingen hat sich, in der deutschen Ausscheidung am 3. Mai 1969, daheim gegen Wernau knapp mit 14:10 durchgesetzt. Vor dem letzten Spiel stand es noch 10:10, und beim 2. Spiel hatten die Lauinger ihr Jokerspiel verloren. |
| 4     | GB   | Hastings         | 24     | Die erste Runde wurde am 25. Juni 1969 im belgischen Brügge gespielt. Spielort war der Grote Markt. 5 Minuten vor dem Beginn gab es einen totalen Stromausfall. Durch eine Notversorgung konnte das Spiel durchgeführt werden. So konnten 1/4 der Altstadt wieder beleuchtet werden, der Rest von Brügge blieb dunkel. Lauingen hat sich, in der deutschen Ausscheidung am 3. Mai 1969, daheim gegen Wernau knapp mit 14:10 durchgesetzt. Vor dem letzten Spiel stand es noch 10:10, und beim 2. Spiel hatten die Lauinger ihr Jokerspiel verloren. |
| 5     | B    | Brügge-Zeebrugge | 20     | Die erste Runde wurde am 25. Juni 1969 im belgischen Brügge gespielt. Spielort war der Grote Markt. 5 Minuten vor dem Beginn gab es einen totalen Stromausfall. Durch eine Notversorgung konnte das Spiel durchgeführt werden. So konnten 1/4 der Altstadt wieder beleuchtet werden, der Rest von Brügge blieb dunkel. Lauingen hat sich, in der deutschen Ausscheidung am 3. Mai 1969, daheim gegen Wernau knapp mit 14:10 durchgesetzt. Vor dem letzten Spiel stand es noch 10:10, und beim 2. Spiel hatten die Lauinger ihr Jokerspiel verloren. |

## 2. RundeEdinburgh, Großbritannien
| Platz | Land | Stadt      | Punkte | Bemerkung |
| ----- | ---- | ---------- | ------ | --- |
| 1     | GB   | Shrewsbury | 32     | Die zweite Runde wurde am 9. Juli 1969 im schottischen Edinburgh ausgetragen. Das Thema war "Spiele auf dem Spielplatz". Weiden hat die deutsche Qualifikation für die internationale Spielrunde am 10. Mai 1969 gegen Osterode am Harz erreicht. Sie gewannen zuhause mit 16:10. Beim internationalen Vergleich reichte es zu einem 2. Platz, den sie mit der italienischen Mannschaft teilten. |
| 2     | D    | Weiden     | 30     | Die zweite Runde wurde am 9. Juli 1969 im schottischen Edinburgh ausgetragen. Das Thema war "Spiele auf dem Spielplatz". Weiden hat die deutsche Qualifikation für die internationale Spielrunde am 10. Mai 1969 gegen Osterode am Harz erreicht. Sie gewannen zuhause mit 16:10. Beim internationalen Vergleich reichte es zu einem 2. Platz, den sie mit der italienischen Mannschaft teilten. |
|       | I    | Lecco      | 30     | Die zweite Runde wurde am 9. Juli 1969 im schottischen Edinburgh ausgetragen. Das Thema war "Spiele auf dem Spielplatz". Weiden hat die deutsche Qualifikation für die internationale Spielrunde am 10. Mai 1969 gegen Osterode am Harz erreicht. Sie gewannen zuhause mit 16:10. Beim internationalen Vergleich reichte es zu einem 2. Platz, den sie mit der italienischen Mannschaft teilten. |
| 4     | CH   | Lausanne   | 29     | Die zweite Runde wurde am 9. Juli 1969 im schottischen Edinburgh ausgetragen. Das Thema war "Spiele auf dem Spielplatz". Weiden hat die deutsche Qualifikation für die internationale Spielrunde am 10. Mai 1969 gegen Osterode am Harz erreicht. Sie gewannen zuhause mit 16:10. Beim internationalen Vergleich reichte es zu einem 2. Platz, den sie mit der italienischen Mannschaft teilten. |
| 5     | B    | Ixelles    | 19     | Die zweite Runde wurde am 9. Juli 1969 im schottischen Edinburgh ausgetragen. Das Thema war "Spiele auf dem Spielplatz". Weiden hat die deutsche Qualifikation für die internationale Spielrunde am 10. Mai 1969 gegen Osterode am Harz erreicht. Sie gewannen zuhause mit 16:10. Beim internationalen Vergleich reichte es zu einem 2. Platz, den sie mit der italienischen Mannschaft teilten. |

## 3. RundeCaserta, Italien
| Platz | Land | Stadt       | Punkte | Bemerkung |
| ----- | ---- | ----------- | ------ | --- |
| 1     | CH   | Arth-Goldau | 33     | Am 23. Juli 1969 fand in Caserta die nächste Runde statt. Als Thema wählte man die Kunst und das Handwerk. Arth-Goldau holte für die Schweiz den ersten internationalen Sieg. Die vor dem letzten Spiel um 6 Punkte führenden Italiener konnten sie mit einem Sieg und dem Joker noch drehen und mit einem Punkt Vorsprung gewinnen. Das deutsche Team aus Kempen konnte sich am 17. Mai 1969 zuhause gegen Bad Camberg klar mit 18:8 für das internationale Kräftemessen qualifizieren. |
| 2     | I    | Frascati    | 32     | Am 23. Juli 1969 fand in Caserta die nächste Runde statt. Als Thema wählte man die Kunst und das Handwerk. Arth-Goldau holte für die Schweiz den ersten internationalen Sieg. Die vor dem letzten Spiel um 6 Punkte führenden Italiener konnten sie mit einem Sieg und dem Joker noch drehen und mit einem Punkt Vorsprung gewinnen. Das deutsche Team aus Kempen konnte sich am 17. Mai 1969 zuhause gegen Bad Camberg klar mit 18:8 für das internationale Kräftemessen qualifizieren. |
| 3     | D    | Kempen      | 28     | Am 23. Juli 1969 fand in Caserta die nächste Runde statt. Als Thema wählte man die Kunst und das Handwerk. Arth-Goldau holte für die Schweiz den ersten internationalen Sieg. Die vor dem letzten Spiel um 6 Punkte führenden Italiener konnten sie mit einem Sieg und dem Joker noch drehen und mit einem Punkt Vorsprung gewinnen. Das deutsche Team aus Kempen konnte sich am 17. Mai 1969 zuhause gegen Bad Camberg klar mit 18:8 für das internationale Kräftemessen qualifizieren. |
|       | GB   | Cardiff     | 28     | Am 23. Juli 1969 fand in Caserta die nächste Runde statt. Als Thema wählte man die Kunst und das Handwerk. Arth-Goldau holte für die Schweiz den ersten internationalen Sieg. Die vor dem letzten Spiel um 6 Punkte führenden Italiener konnten sie mit einem Sieg und dem Joker noch drehen und mit einem Punkt Vorsprung gewinnen. Das deutsche Team aus Kempen konnte sich am 17. Mai 1969 zuhause gegen Bad Camberg klar mit 18:8 für das internationale Kräftemessen qualifizieren. |
| 5     | B    | Andenne     | 17     | Am 23. Juli 1969 fand in Caserta die nächste Runde statt. Als Thema wählte man die Kunst und das Handwerk. Arth-Goldau holte für die Schweiz den ersten internationalen Sieg. Die vor dem letzten Spiel um 6 Punkte führenden Italiener konnten sie mit einem Sieg und dem Joker noch drehen und mit einem Punkt Vorsprung gewinnen. Das deutsche Team aus Kempen konnte sich am 17. Mai 1969 zuhause gegen Bad Camberg klar mit 18:8 für das internationale Kräftemessen qualifizieren. |

## 4. RundeMartigny, Schweiz
| Platz | Land | Stadt    | Punkte | Bemerkung |
| ----- | ---- | -------- | ------ | --- |
| 1     | CH   | Martigny | 34     | Am 6. August 1969 fand in Martigny die 4. Runde statt. Das Thema in dieser Runde war Wilde Tiere. Auch an dieser Übertragung gab es Probleme mit der Stromversorgung. Teile von Martigny mussten gesperrt werden, damit die Sendung ohne Probleme über die Bühne gehen konnte. Minden konnte am 24. Mai 1969 den deutschen Qualifikations-Wettbewerb gegen Kandel mit 14:12 für sich entscheiden und wurde dann Dritter. Die Heimmannschaft aus Martigny konnte diesen knapp vor den Italiener sichern. |
| 2     | I    | Foggia   | 33     | Am 6. August 1969 fand in Martigny die 4. Runde statt. Das Thema in dieser Runde war Wilde Tiere. Auch an dieser Übertragung gab es Probleme mit der Stromversorgung. Teile von Martigny mussten gesperrt werden, damit die Sendung ohne Probleme über die Bühne gehen konnte. Minden konnte am 24. Mai 1969 den deutschen Qualifikations-Wettbewerb gegen Kandel mit 14:12 für sich entscheiden und wurde dann Dritter. Die Heimmannschaft aus Martigny konnte diesen knapp vor den Italiener sichern. |
| 3     | D    | Minden   | 29     | Am 6. August 1969 fand in Martigny die 4. Runde statt. Das Thema in dieser Runde war Wilde Tiere. Auch an dieser Übertragung gab es Probleme mit der Stromversorgung. Teile von Martigny mussten gesperrt werden, damit die Sendung ohne Probleme über die Bühne gehen konnte. Minden konnte am 24. Mai 1969 den deutschen Qualifikations-Wettbewerb gegen Kandel mit 14:12 für sich entscheiden und wurde dann Dritter. Die Heimmannschaft aus Martigny konnte diesen knapp vor den Italiener sichern. |
| 4     | GB   | Dunbar   | 24     | Am 6. August 1969 fand in Martigny die 4. Runde statt. Das Thema in dieser Runde war Wilde Tiere. Auch an dieser Übertragung gab es Probleme mit der Stromversorgung. Teile von Martigny mussten gesperrt werden, damit die Sendung ohne Probleme über die Bühne gehen konnte. Minden konnte am 24. Mai 1969 den deutschen Qualifikations-Wettbewerb gegen Kandel mit 14:12 für sich entscheiden und wurde dann Dritter. Die Heimmannschaft aus Martigny konnte diesen knapp vor den Italiener sichern. |
| 5     | B    | Halle    | 16     | Am 6. August 1969 fand in Martigny die 4. Runde statt. Das Thema in dieser Runde war Wilde Tiere. Auch an dieser Übertragung gab es Probleme mit der Stromversorgung. Teile von Martigny mussten gesperrt werden, damit die Sendung ohne Probleme über die Bühne gehen konnte. Minden konnte am 24. Mai 1969 den deutschen Qualifikations-Wettbewerb gegen Kandel mit 14:12 für sich entscheiden und wurde dann Dritter. Die Heimmannschaft aus Martigny konnte diesen knapp vor den Italiener sichern. |

## 5. RundeWolfsburg, Deutschland
| Platz | Land | Stadt     | Punkte | Bemerkung |
| ----- | ---- | --------- | ------ | --- |
| 1     | D    | Wolfsburg | 33     | Am 20. August 1969 war Wolfsburg der Gastgeber. Gespielt wurde im VfL-Stadion am Elsterweg zum Thema Kirmes Attraktionen. Der deutsche Vertreter Wolfsburg hatte sich am 31. Mai 1969, auswärts, gegen Cuxhaven 14:12 durchgesetzt. Den internationalen Vergleich gewannen sie auch knapp vor den Italienern und konnten sich damit sogar für den Final qualifizieren. |
| 2     | I    | Alba      | 32     | Am 20. August 1969 war Wolfsburg der Gastgeber. Gespielt wurde im VfL-Stadion am Elsterweg zum Thema Kirmes Attraktionen. Der deutsche Vertreter Wolfsburg hatte sich am 31. Mai 1969, auswärts, gegen Cuxhaven 14:12 durchgesetzt. Den internationalen Vergleich gewannen sie auch knapp vor den Italienern und konnten sich damit sogar für den Final qualifizieren. |
| 3     | CH   | Chiasso   | 28     | Am 20. August 1969 war Wolfsburg der Gastgeber. Gespielt wurde im VfL-Stadion am Elsterweg zum Thema Kirmes Attraktionen. Der deutsche Vertreter Wolfsburg hatte sich am 31. Mai 1969, auswärts, gegen Cuxhaven 14:12 durchgesetzt. Den internationalen Vergleich gewannen sie auch knapp vor den Italienern und konnten sich damit sogar für den Final qualifizieren. |
| 4     | GB   | Coleraine | 25     | Am 20. August 1969 war Wolfsburg der Gastgeber. Gespielt wurde im VfL-Stadion am Elsterweg zum Thema Kirmes Attraktionen. Der deutsche Vertreter Wolfsburg hatte sich am 31. Mai 1969, auswärts, gegen Cuxhaven 14:12 durchgesetzt. Den internationalen Vergleich gewannen sie auch knapp vor den Italienern und konnten sich damit sogar für den Final qualifizieren. |
| 5     | B    | Gosselies | 20     | Am 20. August 1969 war Wolfsburg der Gastgeber. Gespielt wurde im VfL-Stadion am Elsterweg zum Thema Kirmes Attraktionen. Der deutsche Vertreter Wolfsburg hatte sich am 31. Mai 1969, auswärts, gegen Cuxhaven 14:12 durchgesetzt. Den internationalen Vergleich gewannen sie auch knapp vor den Italienern und konnten sich damit sogar für den Final qualifizieren. |

## Finale
Das Finale fand in Blackpool, Großbritannien, statt. Folgenden Mannschaften haben sich für das Finale qualifiziert:
| Land | Stadt            | Platzierung | Punkte |
| ---- | ---------------- | ----------- | ------ |
| CH   | Martigny         | 1           | 34     |
| D    | Wolfsburg        | 1           | 33     |
| I    | Adria            | 1           | 33     |
| GB   | Shrewsbury       | 1           | 32     |
| B    | Brügge-Zeebrugge | 5           | 20     |

| Platz | Land | Stadt            | Punkte | Bemerkung |
| ----- | ---- | ---------------- | ------ | --- |
| 1     | GB   | Shrewsbury       | 32     | Am 3. September 1969 fand das Finale in Blackpool statt. Nach dem Spielende lag Wolfsburg und Shrewsbury mit 32 Punkten gleichauf. Das Entscheidungsspiel gewann Wolfsburg. Bei diesem Spiel ging es darum wer den Siegerpokal behalten darf. Die Wolfsburger gaben den Goldenen Pokal als gute Geste der englischen Mannschaft. Die deutschen bekamen später vom Veranstalter auch einen Goldenen Pokal. Dadurch bekam die belgische Mannschaft den silbernen und die Italiener den bronzenen Pokal. Die Schweizer erhielten als einzige keine Trophäe. |
|       | D    | Wolfsburg        | 32     | Am 3. September 1969 fand das Finale in Blackpool statt. Nach dem Spielende lag Wolfsburg und Shrewsbury mit 32 Punkten gleichauf. Das Entscheidungsspiel gewann Wolfsburg. Bei diesem Spiel ging es darum wer den Siegerpokal behalten darf. Die Wolfsburger gaben den Goldenen Pokal als gute Geste der englischen Mannschaft. Die deutschen bekamen später vom Veranstalter auch einen Goldenen Pokal. Dadurch bekam die belgische Mannschaft den silbernen und die Italiener den bronzenen Pokal. Die Schweizer erhielten als einzige keine Trophäe. |
| 3     | B    | Brügge-Zeebrugge | 31     | Am 3. September 1969 fand das Finale in Blackpool statt. Nach dem Spielende lag Wolfsburg und Shrewsbury mit 32 Punkten gleichauf. Das Entscheidungsspiel gewann Wolfsburg. Bei diesem Spiel ging es darum wer den Siegerpokal behalten darf. Die Wolfsburger gaben den Goldenen Pokal als gute Geste der englischen Mannschaft. Die deutschen bekamen später vom Veranstalter auch einen Goldenen Pokal. Dadurch bekam die belgische Mannschaft den silbernen und die Italiener den bronzenen Pokal. Die Schweizer erhielten als einzige keine Trophäe. |
| 4     | I    | Adria            | 26     | Am 3. September 1969 fand das Finale in Blackpool statt. Nach dem Spielende lag Wolfsburg und Shrewsbury mit 32 Punkten gleichauf. Das Entscheidungsspiel gewann Wolfsburg. Bei diesem Spiel ging es darum wer den Siegerpokal behalten darf. Die Wolfsburger gaben den Goldenen Pokal als gute Geste der englischen Mannschaft. Die deutschen bekamen später vom Veranstalter auch einen Goldenen Pokal. Dadurch bekam die belgische Mannschaft den silbernen und die Italiener den bronzenen Pokal. Die Schweizer erhielten als einzige keine Trophäe. |
| 5     | CH   | Martigny         | 24     | Am 3. September 1969 fand das Finale in Blackpool statt. Nach dem Spielende lag Wolfsburg und Shrewsbury mit 32 Punkten gleichauf. Das Entscheidungsspiel gewann Wolfsburg. Bei diesem Spiel ging es darum wer den Siegerpokal behalten darf. Die Wolfsburger gaben den Goldenen Pokal als gute Geste der englischen Mannschaft. Die deutschen bekamen später vom Veranstalter auch einen Goldenen Pokal. Dadurch bekam die belgische Mannschaft den silbernen und die Italiener den bronzenen Pokal. Die Schweizer erhielten als einzige keine Trophäe. |

Im gesamten Jahr 1969 holten die Schweiz, Deutschland und Großbritannien je zwei Siege, aber in der Gesamtpunktzahl waren die Italiener vorne. Ihre 4 Zweiten Plätze waren sehr knapp, drei davon nur ein Punkt hinter dem Sieger. Einzig die Belgier enttäuschten. In der Vorrunde wurden sie immer Letzter und Brügge-Zeebrugge konnte sich mit den 20 Punkten für das Finale qualifizieren. Gegen das punktgleiche Gosselies haben sie das nur geschafft, weil sie in ihrem Wettkampf eine Spielrunde gewinnen konnten. Im Finale wurden sie dann immerhin Gesamtdritter hinter den beiden Sieger.
| # | Land                   | Gold | Silber | Bronze | Gesamtpunktzahl |
| - | ---------------------- | ---- | ------ | ------ | --------------- |
| 1 | Italien                | 1    | 4      | 0      | 186             |
| 2 | Deutschland            | 2    | 2      | 2      | 184             |
| 3 | Schweiz                | 2    | 0      | 2      | 179             |
| 4 | Vereinigtes Königreich | 2    | 0      | 1      | 165             |
| 5 | Belgien                | 0    | 0      | 1      | 123             |